# Festival international d'art lyrique d'Aix-en-Provence
Le Festival d’Aix-en-Provence est un festival d’opéra et de musique classique créé en 1948 et qui a lieu chaque été à Aix-en-Provence. C’est l’un des grands festivals lyriques européens.[pas clair]
Les premières représentations sont données en plein air, dans la cour de l’ancien Archevêché. Plusieurs sites s'y ajoutent au fil des années, notamment le Grand Théâtre de Provence, le théâtre du Jeu de Paume, et l'hôtel Maynier d'Oppède. Chaque année, un ou plusieurs opéras de Mozart y sont donnés.

## Historique
Le festival est créé en 1948, avec l'aide de la comtesse Lily Pastré, par Gabriel Dussurget, qui souhaite encourager l’activité musicale dans la région de Marseille et qui restera à sa tête jusqu'en 1973, sur l'impulsion de Roger Bigonnet, représentant de la Société du Casino municipal d'Aix Thermal. Le nouveau festival est pensé sous les auspices de Mozart : « Depuis l’évocation d’Aix, une œuvre lyrique chantait dans ma tête. Fiordiligi et Dorabella descendaient comme de légers fantômes le cours Mirabeau, et Mozart me vint aux lèvres. »
C’est en effet Così fan tutte qui est donné lors du premier festival, en juillet, dans des décors installés par Georges Wakhevitch dans la cour de l’Archevêché ; Hans Rosbaud, venu de l'orchestre de la radio Südwestfunk de Baden-Baden, dirige. Une dizaine de concerts et récitals sont également donnés, à l’ancien Archevêché, à la cathédrale Saint-Sauveur (une Messe du couronnement avec la jeune Maria Stader) et ailleurs dans la ville.
En 1949, Don Giovanni est programmé, qui rencontre un grand succès, dans un dispositif de scène et des décors de l’affichiste Cassandre. La programmation est fixée à trois opéras, dont deux de Mozart, par festival, le troisième étant tiré des répertoires baroques ou contemporains.
Bernard Lefort devient directeur en 1974. Il ouvre le festival au bel canto, avec des opéras de Verdi, Donizetti.
Lui succède en 1982 Louis Erlo, ancien directeur de l’Opéra de Lyon et de l’Opéra-Studio. Il programme des opéras baroques (Purcell, Lully, Campra, Rameau) et classiques (Gluck), 
En 1998, Stéphane Lissner, ancien directeur du Théâtre du Châtelet, prend la tête du festival et programme un Don Giovanni très remarqué, mis en scène par Peter Brook et dirigé par Claudio Abbado et son jeune élève Daniel Harding à la tête du Mahler Chamber Orchestra. Il invite les metteurs en scène Pina Bausch, Patrice Chéreau, Jérôme Deschamps et Macha Makeïeff, et commande et fait créer Le Balcon de Péter Eötvös. La cour de l'Archevêché est totalement rénovée et prend le nom de Théâtre de l'Archevêché.
De 2006 à 2009, le festival s’associe avec le Festival de Pâques de Salzbourg pour la production du Ring de Richard Wagner mis en scène par Stéphane Braunschweig et dirigé par Simon Rattle avec l’Orchestre philharmonique de Berlin : les opéras sont présentés à Aix-en-Provence en juillet et repris à Salzbourg au printemps suivant.
Au 1er janvier 2007, Bernard Foccroulle, ancien directeur du Théâtre royal de la Monnaie, prend la direction du festival. En 2018 c'est le metteur en scène Pierre Audi qui prend la direction du Festival. Il est nommé pour cinq ans et renouvelé pour quatre ans supplémentaires jusqu'à 2027.
L'édition 2020, initialement prévue du 6 juin au 18 juillet, est finalement annulée le 15 avril par le comité d'organisation, en raison de la pandémie de Covid-19.
En mai 2025, après la mort de Pierre Audi, Bernard Foccroulle est nommé conseiller pour l’édition 2025 du festival.
En 2025, le festival est lauréat du prix Birgit-Nilsson, « pour honorer sa réussite artistique exceptionnelle et sa volonté d'élaborer et de commander de nouvelles productions d'opéra ».

### Direction du festival
En 1963, l'association entre Gabriel Dussurget et Roger Bigonnet s'achève, Bigonnet étant mis en minorité par le conseil d'administration du festival et remplacé à la direction par Jean Bertrand, directeur du Casino. Le nouveau duo a du mal à perdurer en raison des visions différentes des deux hommes. En 1972, Dussurget quitte la direction du festival.
1974 marque la fin de l'association du Casino municipal à l'organisation du Festival d'art lyrique. Ce dernier devient alors une association dont elle garde le statut jusqu'en 1991.

#### Liste des directeurs
- 1947-1963 : Roger Bigonnet - Gabriel Dussurget
- 1963-1972 : Jean Bertrand - Gabriel Dussurget
- 1963-1974 : Jean Bertrand
- 1974-1982 : Bernard Lefort
- 1982-1996 : Louis Erlo
- 1998-2006 : Stéphane Lissner
- 2007-2018: Bernard Foccroulle
- 2018-2025 : Pierre Audi

## Lieux des représentations

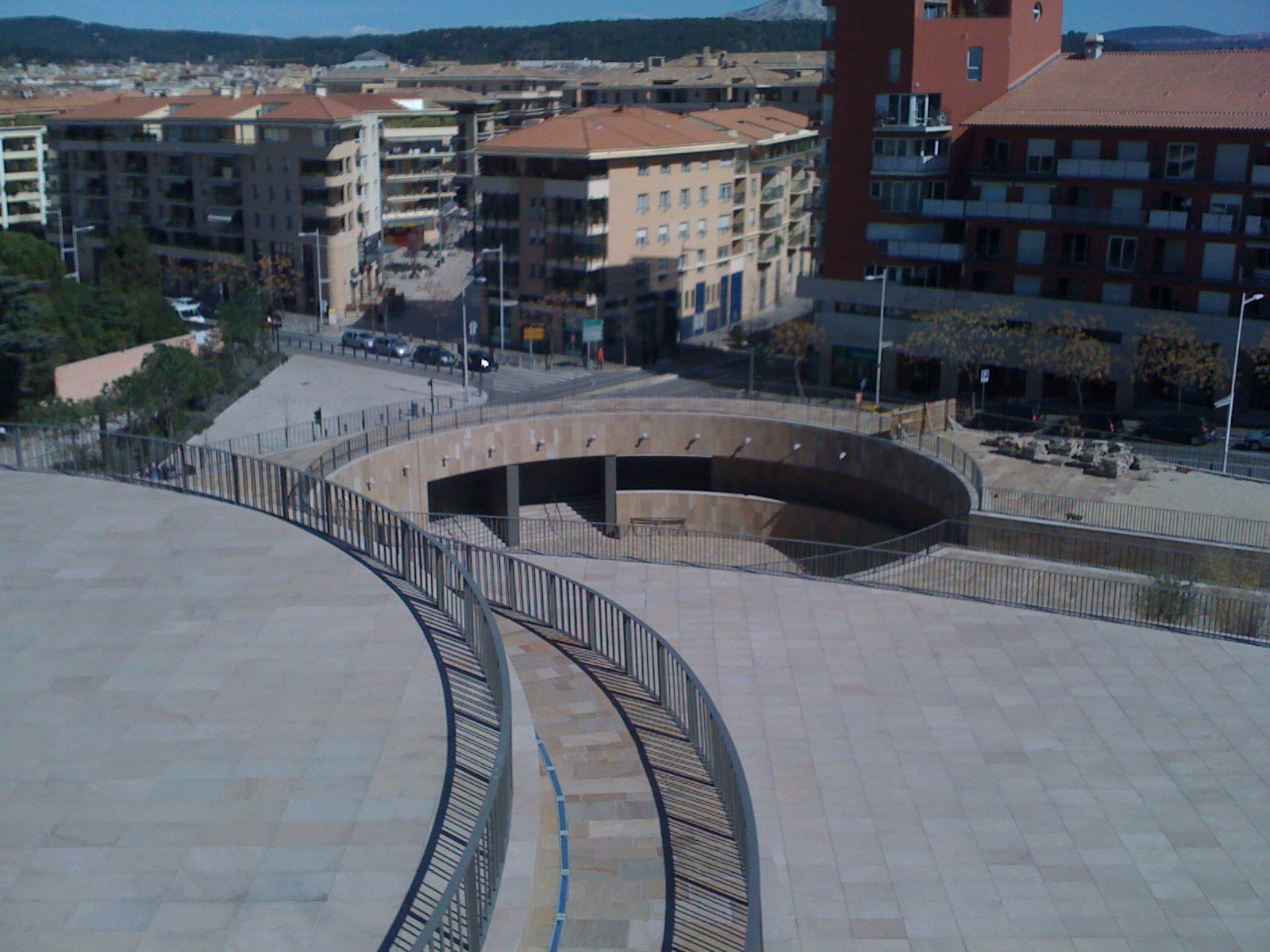
Le Grand Théâtre de Provence vue de dessus

Le cœur du festival est le théâtre de l’Archevêché, lieu emblématique de l'événement depuis sa création en 1948. Les spectacles en plein air, à la nuit tombée, à l’origine sur la petite scène – sept mètres de profondeur et une douzaine de largeur –, ont donné un certain cachet au festival. La cour a ensuite été aménagée, avec gradins et cadre de scène.
Au fil des années, le festival ne s'est plus cantonné uniquement à la cour de l'Archevêché. Des concerts et des représentations ont également été organisées partout dans la ville, sur la place des Quatre-Dauphins, le Forum des Cardeurs, au pied de la montagne Sainte-Victoire, etc. Depuis juin 2007, certaines représentations ont lieu dans le Grand Théâtre de Provence (GTP) construit à cet effet. Il est inauguré en juillet 2007 par le Festival d'art lyrique avec la représentation de Die Walküre de Richard Wagner. Enfin, d'autres sites servent de lieu de représentation : l'hôtel Maynier d'Oppède et le théâtre du Jeu-de-Paume sont parmi les plus renommés.
Cette évolution des lieux de représentations a permis au festival d'être considéré comme moins élitiste qu'à ses débuts et permet à une population plus vaste d'accéder à sa programmation.

## Fréquentation et exposition médiatique
En 2018, le festival d'Aix-en-Provence accueille 86 117 spectateurs, avec des taux de remplissage de 97 % pour les opéras et 91 % pour les concerts.
Le budget, de 11,7 millions d'euros en 1998, est de 22 millions en 2018,, dont 8 millions de subventions publiques (État et collectivités locales).
L'événement est couvert chaque année par plusieurs média. Les chaînes de télévision Arte, Mezzo, France 3 et NHK ont retransmis des opéras en direct ou en léger différé. Le festival était couvert par 241 journalistes en 2009.

## Activités internationales
Le festival d'Aix-en-Provence est membre du Réseau européen pour la sensibilisation à l'opéra et à la danse (RESO) et d'Opera Europa. Il est le fondateur d'Enoa (European Network of Opera Academies).
En 2013 et 2023, il est couronné par un International Opera Award, confirmant son statut international,.